# FC Marchfeld Donauauen
Der Fußballclub Marchfeld Donauauen (von 1947 bis 2017: SC Mannsdorf, von 2017 bis 2018: FC Marchfeld Mannsdorf) ist ein Fußballverein in der niederösterreichischen Gemeinde Mannsdorf an der Donau im Bezirk Gänserndorf. Der Verein gehört dem Niederösterreichischen Fußballverband (NÖFV) an und spielt seit der Saison 2016/17 in der dritthöchsten Leistungsstufe, der Regionalliga Ost.

## Geschichte
Der FC Marchfeld Donauauen wurde erstmals 1947 als SC Mannsdorf gegründet. Anstelle einer geplanten Wohnsiedlung wurde ein Fußballplatz errichtet. Die Mannschaft nahm bereits 1947/48 an der Meisterschaft der 2. Klasse Marchfeld teil kam allerdings über den letzten Platz nicht hinaus. Immerhin konnten zwei Siege errungen werden. Im Jahr darauf reichte es zum vorletzten Platz. In der Saison 1949/50 durfte sich die Mannschaft über 6 Siege in 18 Spielen freuen. Wegen Spielermangels musste im Sommer 1950 der Spielbetrieb eingestellt werden. Schließlich wurde der Verein 1952 aufgelöst.
Es sollte 30 Jahre dauern, ehe der „SC Mannsdorf an der Donau“ neu gegründet wurde. An der Spitze des Vereins standen Herbert Mayer als Präsident und Gerhard Windisch als Obmann. Es dauerte jedoch weitere drei Jahre, bis der Spielbetrieb aufgenommen wurde. Daher findet sich das Jahr 1985 im Vereinslogo wieder. Als provisorischer Umkleideraum fungierte ein Holzhaus, das von Grinzing nach Mannsdorf gebracht wurde. Erst 1988 konnten Umkleidekabinen und Nebenräume errichtet werden.
Der Start war einigermaßen verheißungsvoll, denn in der Saison 1985/86 konnte der 8. Platz unter 16 Vereinen in der 2. Klasse Marchfeld erreicht werden. Im Folgejahr gab es mit dem vorletzten Platz einen herben Rückschlag. Auch in den Folgejahren musste der SC Mannsdorf mit Platzierungen in der unteren Tabellenhälfte vorliebnehmen.
Erst als Obmann Herbert Decker und Sektionsleiter Franz Irza 1995 das Training übernahmen, ging es sportlich aufwärts. Die Saison 1995/96 wurde mit dem zweiten Platz abgeschlossen. Auch in der Saison 1996/97 konnte der Verein mit dem zweiten Rang ein kräftiges Lebenszeichen geben. Mit dem Ableben von Obmann Decker 1999 stürzte der SC Mannsdorf in eine Krise und es war Franz Irza als Sektionsleiter, Gerhard Windisch und dem Hauptsponsor Christian Gnadenberger zu danken, dass der Verein diese bewältigen konnte. Werner Georg übernahm als neuer Obmann den Klub.

### Kontinuierlicher Aufstieg seit 2003
Im Jahr 2003 begann der kontinuierliche Aufstieg der Mannsdorfer, der sie bis in die dritthöchste Leistungsstufe führte. 2002/03 durfte der Verein in der 2. Klasse Marchfeld erstmals einen Meistertitel feiern. Der SC Obersiebenbrunn wurde um 4, der SV Stripfing bereits um 15 Zähler distanziert. Im Folgejahr konnte sich Mannsdorf knapp in der 1. Klasse Nord halten. 2006 übernahm Gerald Nissl den Verein als Obmann. Unter seiner Leitung folgte 2007/08 der nächste Meistertitel in der 1. Klasse Nord. Spielertrainer war der ehemalige Bundesligaprofi Ernst Mader, der die Mannschaft mit acht Punkten Vorsprung auf den USV Gaweinstal durchs Ziel führte. Der SC Mannsdorf konnte sich nach dem Aufstieg mit dem vierten Platz gleich auf Anhieb in der Gebietsliga Nord/Nordwest etablieren.
Im Jahr 2009 übernahm Manfred Vettermann die Obmannstelle. Mit ihm kam weiterer Schwung in den Verein, der 2009/10 mit dem Gewinn des Meistertitels in der Gebietsliga Nord/Nordwest gipfelte. Die Mannschaft von Trainer Gerald Schalkhammer erzielte dabei in 26 Spielen 112 Tore und distanzierte den TSU Obergänserndorf mit dem Rekordvorsprung von 19 Punkten. Mit Gastspielen des SK Rapid Wien und von LASK Linz vor jeweils 1800 Zuschauern wurde der Aufstieg in die 2. NÖ-Landesliga Ost entsprechend gefeiert.
Auch in der 2. Landesliga Ost schlugen sich die Mannsdorfer beachtlich und erreichten auf Anhieb den dritten Platz. In der Saison 2011/12 gewann das Team unter der Führung von Trainer Goran Djuricin mit elf Punkten Vorsprung vor dem SC Lassee den Meistertitel und stieg in die niederösterreichische Landesliga auf.

### NÖ-Landesmeistertitel und Aufstieg in die Regionalliga Ost

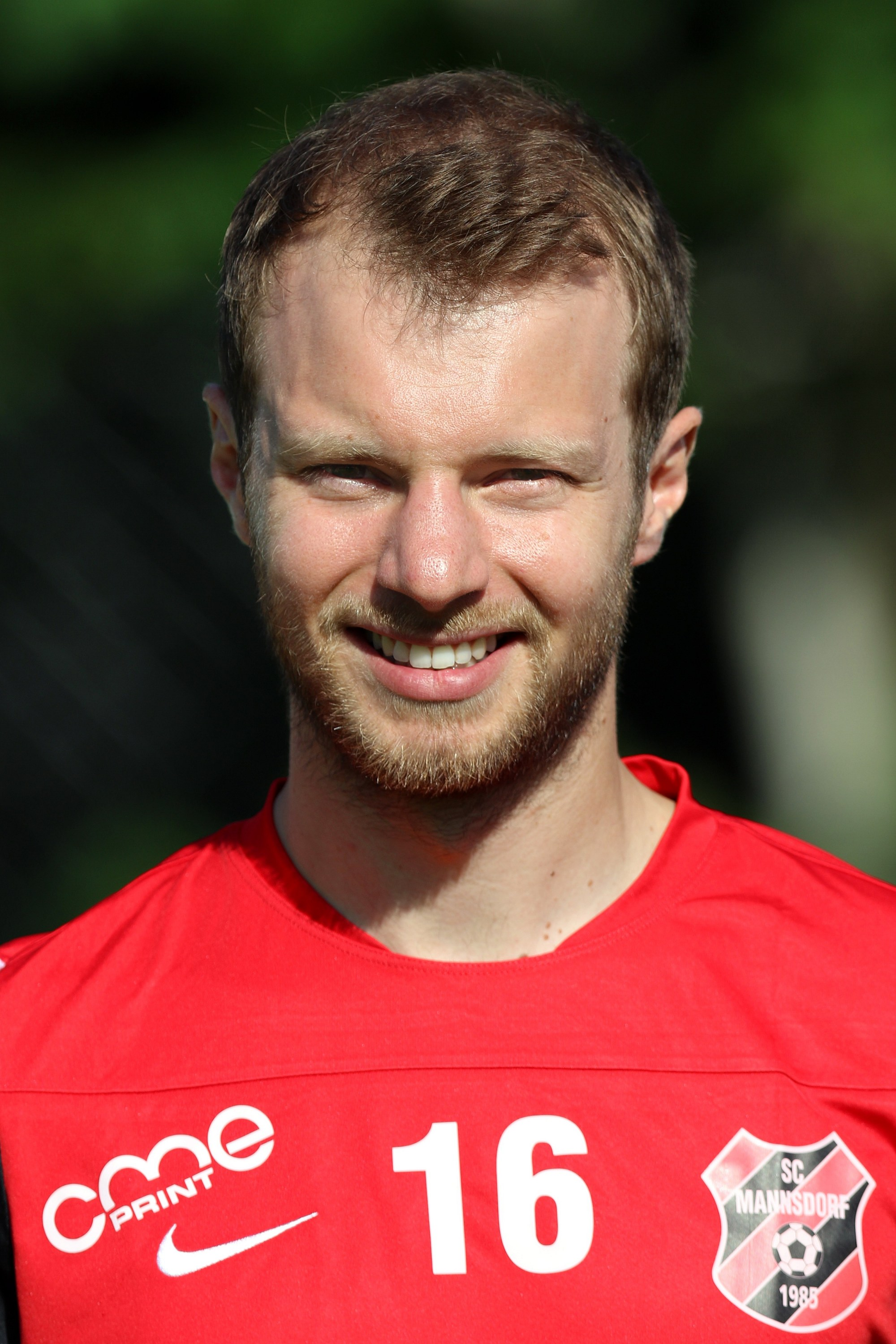
Andreas Bauer war Cupheld gegen Gratkorn

In der Landesliga verschafften sich die Mannsdorfer sofort Respekt und erreichten in der Saison 2012/13 unter Trainer Roman Mählich als Aufsteiger den beachtlichen zweiten Platz. Der Rückstand auf den Meister ATSV Ober-Grafendorf betrug lediglich sieben Punkte. Mit dem zweiten Platz war der SC Mannsdorf auch am ÖFB-Cup 2013/14 teilnahmeberechtigt. In der ersten Runde empfingen die Mannsdorfer den FC Gratkorn aus der Regionalliga Mitte und setzten sich durch ein Tor von Andreas Bauer in der Verlängerung mit 1:0 durch. In der zweiten Runde war der SV Horn aus der Ersten Liga zu Gast. Mannsdorf musste sich nach einem 4:4-Unentschieden in der regulären Spielzeit erst in der Verlängerung mit 4:6 geschlagen geben.
Nicht ganz so gut lief es in den folgenden beiden Spieljahren in der NÖ-Landesliga, die jeweils mit dem achten Rang beendet wurden. In der Saison 2015/16 wurde ein neuer Anlauf unternommen. Die Mannschaft wurde mit 16 Spielern völlig neu zusammengesetzt. Trainer Christian Prehsel, der zuvor als Co-Trainer agierte, gelang es, daraus ein starkes Team zu formen, das sich mit neun Punkten Vorsprung auf den SV Leobendorf den niederösterreichischen Landesmeistertitel sicherte.
Die Meistermannschaft setzte sich wie folgt zusammen:
- Torhüter: Philipp Niebauer (28 Spiele/0 Tore), Christoph Kniezanrek (1/0);
- Abwehrspieler: Erik Chval (4/0), Andreas Gradinger (13/1), David Schnakl (14/0), Lukas Wiesauer (16/1), Adnan Mravac (11/1), Vait Ismaili (6/0), Marco Salvatore (27/4), Niklas Hofer (8/0);
- Mittelfeldspieler: Marcel Vittner (24/7), Anton Berisha (22/3), Paul Weissensteiner (28/3), Gabriel Beck (27/4), Andreas Bauer (26/2), Marco Csitkovits (10/0), Stefan Ederndorfer (11/0), Fatlum Kreka (13/1), Pascal Steigberger (9/1);
- Angreifer: Vasil Kuleski (1/0), Tomislav Haramustek (2/1), Nacho Casanova (29/21), Nenad Panić (28/17), Michael Wojtanowicz (21/3), Nizar Ben Nasra (5/0), Róbert Fekete (10/2).

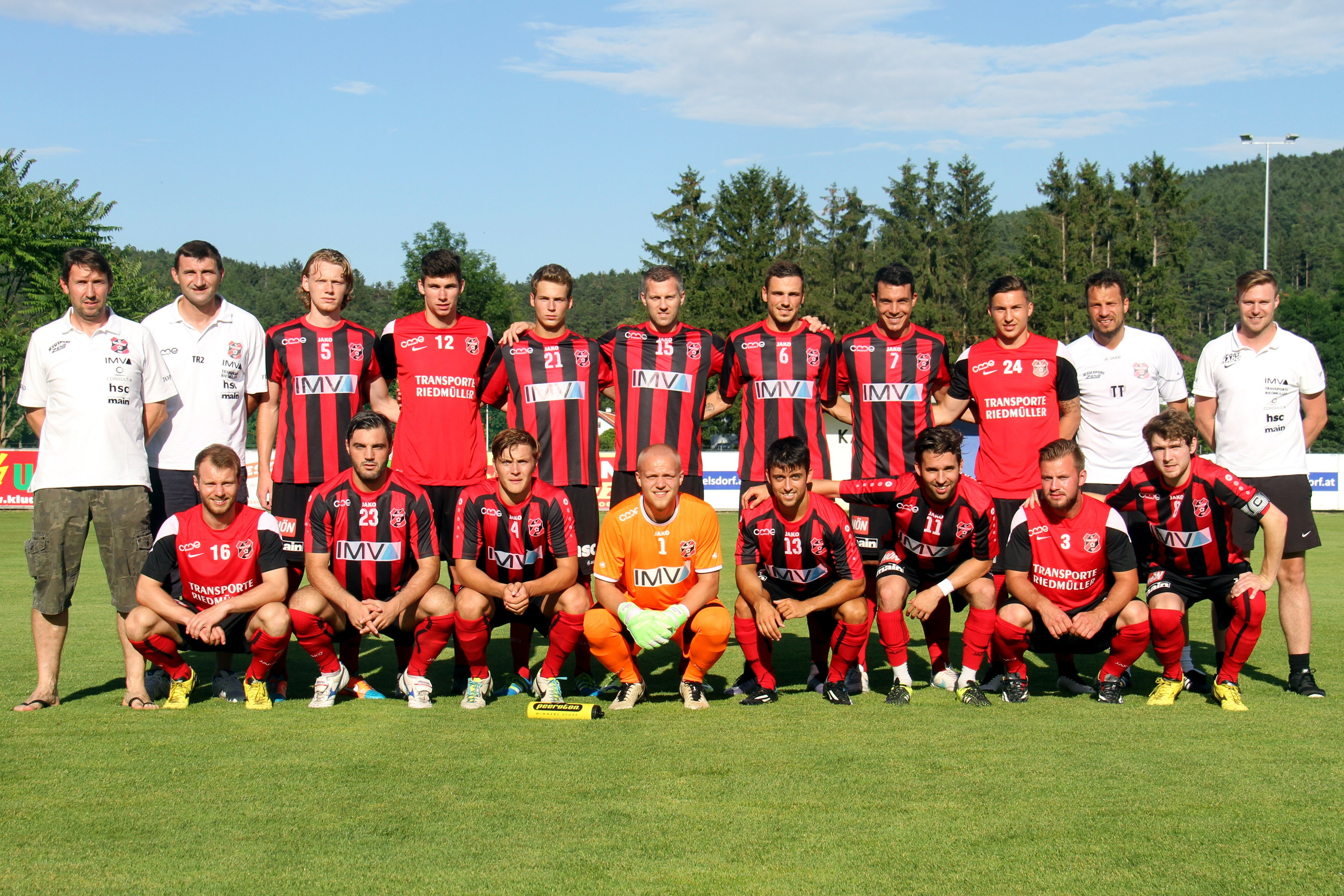
Die Mannschaft des SC Mannsdorf im Juli 2016

Damit spielt der SC Mannsdorf ab der Saison 2016/17 in der dritthöchsten Leistungsstufe, der Regionalliga Ost. Für die Regionalliga wurde die Mannschaft nochmals verstärkt. Zu Nacho Casanova kamen mit Mark Prettenthaler, Christoph Saurer und Julian Salamon drei weitere Spieler hinzu, die bereits in der Bundesliga aktiv waren. Alle drei Spieler wurden nach nur einem halben Jahr allerdings wieder abgegeben.

### Cupsieg gegen Wacker Innsbruck und erste Saison in der Regionalliga
Durch den NÖ-Landesmeistertitel war der SC Mannsdorf zudem für den ÖFB-Cup 2016/17 qualifiziert und erhielt für die erste Runde den Titelanwärter der Ersten Liga, den FC Wacker Innsbruck zugelost. Vor 950 Zuschauern bot die Mannschaft den Innsbruckern paroli. Nach einem 2:2-Unentschieden in der regulären Spielzeit ging es in die Verlängerung, die 3:3 endete. Damit musste ein Elfmeterschießen über den Aufstieg entschieden, das die Mannsdorfer mit 4:3 für sich entscheiden konnten. Die weitere Saison verlief zu Beginn jedoch weniger erfolgreich. Erst mit einem Sieg gegen den FCM Traiskirchen am fünften Spieltag konnte man sich zunächst von den Abstiegsrängen entfernen. Nach dem siebten Spieltag wurde Mitte September 2016 allerdings Trainer Christian Prehsel entlassen und Herbert Gager verpflichtet. In der zweiten Runde des Cups musste man sich mit einer 1:7-Niederlage klar dem Titelverteidiger FC Red Bull Salzburg geschlagen geben. Danach ging es kontinuierlich bergauf für die Mannsdorfer. Die Hinrunde beendeten die Niederösterreicher schließlich auf dem siebten Platz in der Regionalliga Ost; in der Rückrunde konnte man sich gar steigern und die Saison als Fünfter beenden.

### Umbenennung
Im Juni 2017 benannte sich der Verein in FC Marchfeld Mannsdorf um. Obwohl beim letzten Spiel der Saison 2016/17 noch dafür gestimmt worden war, dass das Logo gleich bleibt und nur durch das Wort Marchfeld ergänzt wird, kam es ab der Saison 2018/19 zu einer Fusion des Vereins mit dem SC Groß-Enzersdorf aus der Gebietsliga Nord/Nordwest (6. Leistungsstufe), woraufhin auch das Logo neu gestaltet wurde. Der Klub nahm weiterhin am Spielbetrieb der Regionalliga Ost teil.

## Chronik
| von  | bis  | Obmann             |
| ---- | ---- | ------------------ |
| 1982 | 1995 | Gerhard Windisch   |
| 1995 | 1999 | Herbert Decker     |
| 1999 | 2006 | Werner Georg       |
| 2006 | 2009 | Gerald Nissl       |
| 2009 | dato | Manfred Vettermann |

| von        | bis        | Trainer               |
| ---------- | ---------- | --------------------- |
| 01.01.2007 | 30.06.2008 | Ernst Mader           |
| 07.09.2008 | 14.05.2010 | Gerald Schalkhammer   |
| 01.07.2010 | 11.09.2011 | Goran Djuricin        |
| 12.09.2011 | 22.09.2012 | Robert Haas           |
| 24.09.2012 | 19.10.2013 | Roman Mählich         |
| 19.10.2013 | 19.01.2014 | Thomas Darazs         |
| 23.01.2014 | 23.10.2014 | Manfred Wachter       |
| 23.10.2014 | 30.06.2015 | Christoph Pomper      |
| 01.07.2015 | 19.09.2016 | Christian Prehsel     |
| 19.09.2016 | 30.06.2018 | Herbert Gager         |
| 01.07.2018 | 30.04.2019 | Hannes Friesenbichler |
| 01.05.2019 | dato       | Carsten Janker        |

## Kampfmannschaft

### Trainerteam
Stand: 28. Februar 2023
| Funktion       | Name              | Geburtsdatum | Nationalität | beim Verein seit | letzter Verein            |
| -------------- | ----------------- | ------------ | ------------ | ---------------- | ------------------------- |
| Trainer        | Ernst Baumeister  | 22.01.1957   | Osterreich   | 11/2022          | Sportdirektor             |
| Co-Trainer     | René Fellner      | 21.04.1974   | Osterreich   | 07/2019          | Trainer FC Mauerwerk II   |
| Co-Trainer     | Thomas Keller     | 17.07.1975   | Osterreich   | 07/2021          | Jugendtrainer             |
| Torwarttrainer | Herbert Gundacker | 09.04.1966   | Osterreich   | 07/2021          | FC Marchfeld Donauauen II |

### Aktueller Kader
Stand: 28. Februar 2023

## Sonstige Mannschaften
Nachdem in der Regionalliga Ost kein Bewerb für Reserve- oder U-23-Mannschaften ausgerichtet wird, nimmt die zweite Mannschaft des FC Marchfeld Mannsdorf an der Meisterschaft der 2. Klasse Marchfeld teil. Darüber hinaus wird großer Wert auf den Nachwuchs gelegt, was durch fünf Jugendteams in den Altersstufen von der U-10 bis zur U-17 dokumentiert wird.

## Erfolge
- 2002/03 Meistertitel in der 2. Klasse Marchfeld und Aufstieg in die 1. Klasse Nord (7. Leistungsstufe)
- 2007/08 Meistertitel in der 1. Klaase Nord und Aufstieg in die Gebietsliga Nord/Nordwest (6. Leistungsstufe)
- 2009/10 Meistertitel in der Gebietsliga Nord/Nordwest und Aufstieg in die 2. Landesliga Ost (5. Leistungsstufe)
- 2011/12 Meistertitel in der 2. Landesliga Ost und Aufstieg in die Landesliga Niederösterreich (4. Leistungsstufe)
- 2015/16 Meistertitel in der Landesliga Niederösterreich und Aufstieg in die Regionalliga Ost (3. Leistungsstufe)